# 吉國二郎
吉國 二郎（よしくに じろう、1919年6月11日 - 1997年9月5日）は、日本の大蔵官僚、実業家。位階は従三位。国税庁長官（第11代）、大蔵事務次官、横浜銀行頭取を務めた。

## 来歴・人物
神奈川県出身。旧制東京高等学校を経て東京帝国大学法学部法律学科卒業後、大蔵省に入省（預金部兼大臣官房文書課）。1945年10月に下京税務署長。主税局税制第二課長、理財局証券第二課長、理財局証券第一課長、主税局総務課長、主税局総務課長兼主税局国際租税課長、主税局総務課長、大臣官房文書課長、大臣官房財務調査官（主税局担当）、東京国税局長などを経て、1967年8月に証券局長、同年11月に主税局長、1969年より国税庁長官に就任。1972年6月27日に大蔵事務次官に就任。1973年6月26日に退官。1975年に横浜銀行頭取に就任。以後、会長、相談役、名誉会長を歴任した。この間、大阪北税務署時代の1948年5月、竹中工務店、梅林組及び清水組に対する融資問題で衆議院不当財産取引調査特別委員会に大阪造幣局長の前尾繁三郎とともに証人喚問された。
1992年に勲一等瑞宝章を受章。1997年9月5日、78歳にて死去。

## エピソード
- 父の吉國兼三は逓信省灯台局長を務めた官吏。内閣法制局長官、プロ野球コミッショナーを務めた吉國一郎は兄に当たる。そのため、この二人の華麗な経歴を敬い、吉國賢兄弟と評されることがある。
- 妻尚子は後藤環爾の二女。長男の吉國眞一は日本銀行ロンドン駐在参事などを務めた。次男の吉國浩二はNHK専務理事、三男の吉國裕三は北里大学教授。
- ほかに、財団法人金融情報システムセンター理事などの要職を歴任した。

## 系譜
- 吉國氏

```
　　　　　　　　宮澤　　泰
　　　　　　　　　　　┃　　┏━━━━その
　　　　　　　　　　　┣━━┫
　　　　　　　　　　　┃　　┗━━━━ゆり
　　　　　　　　　　　汪子　　　　　　┃
　　　　　　　　　　　　　　　　　　　┃
　　　　　　┏━吉國　二郎━━━吉國　眞一
吉國　兼三━┫
　　　　　　┗━吉國　一郎

```